# Autostrada międzystanowa nr 90
Autostrada międzystanowa nr 90 (ang. Interstate 90, I-90) – najdłuższa autostrada międzystanowa w Stanach Zjednoczonych o długości 4987 km. Autostrada łączy Boston z Seattle. Przebiega przez stany:
- Massachusetts
- Nowy Jork
- Pensylwania
- Ohio
- Indiana
- Illinois
- Wisconsin
- Minnesota
- Dakota Południowa
- Wyoming
- Montana
- Idaho
- Waszyngton.

Autostrada stanowi w wielu miastach ważną arterię komunikacyjną między innymi w Buffalo, Chicago, Minneapolis i w Seattle.